# Mars Express
Mars Express er den første europæiske marssonde. Mars Express-missionen bestod af to fartøjer; selve Mars Express, der er i kredsløb om Mars og landeren Beagle 2, der gik tabt. Flyvninger til Mars kan kun betale sig hver 26. måned pga. Mars' og Jordens indbyrdes positioner, men grundet marsbanens excentricitet, er nogle af de 26 månedsintervaller bedre end andre. I 2003 var det det bedste i 59.619 år og fire marssonder (Mars Express, to amerikanske og en japansk) blev sendt af sted.
Navnet kommer af, at ESA besluttede at udnytte den ekspertise, der var opnået ved konstruktionen af rumsonden Rosetta, til at fremstille en hurtig marsmission. Den 2. juni 2003 blev Mars Express opsendt med en russisk Sojuz-Fregat raket fra Bajkonur-kosmodromen i Kasakhstan. Seks dage før ankomsten blev Beagle 2, som i et interplanetarisk curlingspil, frigivet fra moderfartøjet. Efter 206 dages rejse nåede Mars Express og Beagle 2 Mars den 25. december 2003. Beagle 2 var på størrelse med en wok-gryde, vejede 60 kg og var udstyret med varmeskjold, faldskærm og airbags. Man modtog ingen signaler fra Beagle 2, hverken fra omkredsende marssonder eller fra jordstationer. Beagle 2 landede i Isidis Planitia, fem kilometer fra målet. NASA har siden sendt Mars Reconnaissance Orbiter i kredsløb, der med kraftige teleskoper fandt Beagle 2. Den havde ikke foldet alle solpanelerne ud.
Mars Express' bremseraket var tændt i 30 minutter for at Mars kunne indfange sonden i kredsløb. Efter diverse banejusteringer, er den nu i et 6,7 timers polært kredsløb.
Mars Express kortlægger Mars, tager billeder og laver diverse målinger af grundstofferne og areologien ("geologien") på den røde planet.

## Instrumenter på Mars Express
- ASPERA: Analyser of Space Plasma and EneRgic Atoms — svensk 3D plasma- og højenergidetektor. Måler de ioner og molekyler fra atmosfæren der forlader Mars samt solvindens ændring ved Mars.
  - Resultat[2]: Atmosfæren over 270 km blæses yderst langsomt væk af solvinden.
- HRS: High Resolution Stereo Camera — tysk digitalt stereokamera optager dobbeltbilleder med henblik på et 3D-atlas over marsoverfladen. Dette atlas vil tillade detaljerede studier af Mars' naturgeografi, geologi og i sidste ende vandets historie.
  - Resultat[2]: HRS har produceret flotte tredimensionale billeder af vulkaner, udtørrede flodlejer, isfyldte kratere mm.
- MaRS — tysk eksperiment, der låner Mars Express' kommunikationsantenne til undersøge ionosfæren og den neutrale lufts dielektriske egenskaber.
  - Resultat[2]: Har opdaget tyngdeanomalier på Mars ved at opmåle små ændringer i Mars Express' bane.
- MARSIS — italiensk-amerikansk radar til at måle dybde og udstrækning af underjordiske vandis-forekomster.
  - Resultat[2]: Vandisen på sydpolen ville kunne dække marsoverfladen med 11 meter vand.
- Omega — fransk Observatoire pour la Minéralogie, l'Eau, les Glaces et l'Activité, visuelt til nærinfrarødt spektrometer til at bestemme marsoverfladens mineralsammensætning.
  - Resultat[2]: Opdaget ler og hydrerede mineraler og kortlagt vandis/tørisforholdet ved polerne.
- PFS — italiensk Planetary Fourier Spectrometer nærinfrarødt spektrometer til at måle temperaturforskelle i den nedre atmosfære og aerosolers opacitet.
- SpicaM — fransk-belgisk-russisk UV- og IR-spektrometer. Det udnytter marsatmosfærens modulation af sollyset og stjernelys ved okkultationer til at analysere atmosfærens sammensætning. Især er man interesseret i atmosfærens fordeling af vanddamp, CO2, svævestøv og ilt.
  - Resultat[2]: Natteglød, nord- og sydlys, kortlagt ozonen og opdaget de højeste skyer.

## Instrumenter på Beagle 2
- Vejrstation — måler lufttryk, -temperatur, vindhastighed, -retning, UV-flux og støv"regn".
- Gas Analysis Package — En ovn opvarmer en jord- eller stenprøve i en iltrig atmosfære trinvist op til 1.200 °C. Den producerede CO2 undersøges i et massespektrometer for 12C/13C-forholdet. Organisk materiale brænder fra 200 °C til 400 °C. Kalk desintegrerer ved 400 °C til 600 °C og over 600 °C frigøres gasser fra stabile mineraler og diamant brænder ved 715 °C. Al kulstof omdannes til CO2 og 12C-berigelse er tegn på liv. Instrumentet har en 1 kg magnet og standardgas fra Jorden med. Metan og kvælstof fra atmosfæren kan også analyseres. 40Ar bruges til at datere stenprøverne.
- Stereokamera, der optager panoramabilleder af landingsstedet.
- Position Adjustable Workbench — arm til at flytte instrumenter tættere på sten.
  - Microscopic Imager, til nærbilleder af stenene, ned til 6 μm opløsning.
  - MOLE — er en mobil enhed på størrelse med en blyant til indsamling af stenprøver. Kan kravle 1 cm/5 sekunder og kan bore sig 1 cm ind i stenen. Er forbundet med PAW med et tre meter langt kabel og er udviklet af en tandlæge fra Hong Kong.
  - Mössbauerspektrometer fra Tyskland — bombarderer en overflade med {\displaystyle \gamma }-stråling (henfald af 57Co til 57Fe). De returnerede {\displaystyle \gamma }-strålers hastighedsændring angiver krystalgitterets afstand og ionstørrelser. Angiver om Fe2+ eller Fe3+ dominerer (jerns oxidationstrin).
  - Røntgenflourescens detektor – bombarderer en overflade med {\displaystyle \gamma }-stråling fra en 109Cd-kilde. Overfladens udsendte røntgenstråling angiver forholdet mellem hovedgrundstofferne (Mg, Al, Si, S, Ca, Ti, Cr, Mn og Fe).